# Alejandro Encinas Rodríguez
Alejandro Encinas Rodríguez (Città del Messico, 13 maggio 1954) è un politico messicano, più volte deputato, sottosegretario dei diritti umani, della popolazione e della migrazione dal 2018 al 2023. In passato è stato anche capo del governo del Distretto Federale dal 2005 al 2006.

## Biografia
Nato a Città del Messico il 13 maggio 1954, si laurea in economia presso l'Università nazionale autonoma del Messico. Successivamente diventa ricercatore della Commissione economica per l'america Latina e i Caraibi.

### Carriera politica
A metà degli anni ottanta entra in politica, all'interno del partito della rivoluzione democratica, entrando alla Camera nel 1985 sostituendo il deputato Demetrio Vallejo, morto durante l'incarico. Dopodiché, finita la legislatura, si candida alle elezioni del 1991 sempre come deputato, venendo eletto.
Finito il periodo legislativo, nel 1997 assume la carica di segretario dell'ambiente del Distretto Federale (l'attuale Città del Messico) sotto l'amministrazione di Cuauhtémoc Cárdenas. Nel 2000 si candida con il PRD come sindaco della delegazione Álvaro Obregón, non risultando però eletto.
Rientra quindi all'interno del gabinetto della capitale, divenendo prima, nel dicembre dello stesso anno, segretario dello sviluppo economico, e poi, nel marzo 2003, segretario del governo, in entrambi i casi sotto l'amministrazione di Andrés Manuel López Obrador.
Il 2 agosto 2005 diventa capo del governo della capitale, sostituendo AMLO perché candidato alle elezioni della presidenza della Repubblica, rimanendo in carica fino al dicembre 2006.
Dopo alcuni anni, nel 2009 si candida e viene eletto nuovamente deputato federale. Durante tale mandato diventa coordinatore del gruppo parlamentare del PRD.
Nel gennaio del 2011 annuncia pubblicamente la sua intenzione di partecipare alle elezioni dello stato federato del Messico dello stesso anno, candidandosi nella coalizione Unidos Podemos Más, formata da PRD, PT e Convergenza. Diventa quindi il candidato. Il 3 luglio, giorno delle elezioni, arriva in seconda posizione, venendo battuto da Eruviel Ávila Villegas, del PRI.
Nel 2012 è eletto senatore, in rappresentanza del Messico. Nel 2014 esce dal partito della rivoluzione democratica, diventando indipendente.
Nel 2018 entra nel partito Morena e, nello stesso anno, l'allora presidente eletto Andrés Manuel López Obrador lo nomina sottosegretario dell'interno con delega ai diritti umani, alla popolazione e alla migrazione. Durante tale incarico è quindi vice di Olga Sánchez Cordero dal 2018 al 2021, e di Adán Augusto López dal 2021.
Il 16 giugno 2023 viene nominato da AMLO segretario dell'interno ad interim a causa delle dimissioni di Adán Augusto López, restando in carica fino al 19 giugno successivo grazie alla nomina della politica Luisa María Alcalde.

## Vita privata
Sposato con María Lájera, ha un figlio, Alejandro Encinas Lájera, politico nato nel 1984.